# Bambi 2 – Der Herr der Wälder
Bambi 2 – Der Herr der Wälder spielt während des Disney-Films Bambi (1942). Er erschien in den USA nur als „Direct to Video“, also direkt auf Videokassette und DVD, ohne vorher im Kino gezeigt zu werden. Die amerikanische Veröffentlichung war am 7. Februar 2006.
In vielen anderen Ländern hingegen wurde er im Kino gezeigt: Die Kino-Weltpremiere war am 26. Januar 2006 in Argentinien. Der deutsche Kinostart erfolgte am 27. April 2006.

## Handlung
Diese Fortsetzung spielt nicht nach, sondern in der Mitte des Originalfilms, als nach dem Tod von Bambis Mutter sich sein Vater des kleinen Bambi annimmt. Danach erfolgt im Originalfilm ein zeitlicher Handlungssprung in Bambis Leben als junger Erwachsener. In dieser „Lücke“ ist die Handlung der Fortsetzung angesiedelt, die sich um die Beziehung zwischen Vater und Sohn dreht.
Bambis Vater ist völlig unerfahren in der Aufzucht von Hirschkälbern, da dies eigentlich die Aufgabe der Mütter ist. Von Freund Eule lässt er sich allerdings überreden, zumindest so lange für Bambi zu sorgen, bis er eine Stiefmutter für ihn gefunden hat.
So ist die Beziehung zwischen Vater und Sohn zu Anfang noch sehr kühl. Dem Vater ist der kleine Bambi noch zu verspielt, sodass er ihn nicht mit auf seine Exkursionen nimmt und ermahnt, in der Nähe seines Unterschlupfes zu bleiben. Bambi ist von dieser Behandlung sehr enttäuscht und möchte seinem Vater gerne seinen Mut beweisen. Mit seinen beiden Freunden Klopfer und Blume übt er also schon einmal, grimmig zu werden. Gemeinsam versuchen sie, sich allen möglichen Herausforderungen zu stellen, auch wenn dies nicht immer zu Bambis Zufriedenheit endet, z. B. als er sich mit einem sehr rauflustigen und griesgrämigen Stachelschwein anlegt. Auch erweist sich Ronno, der etwas älter als Bambi ist, als richtiger Raufbold, der nichts unversucht lässt, um Feline zu beeindrucken. Feline hingegen fühlt sich mehr zu Bambi hingezogen, was Bambi endgültig die Feindschaft von Ronno einträgt. Als sich Bambi, Feline und Ronno mal wieder begegnen, provoziert Ronno Bambi, indem er ihn als Feigling bezeichnet und sich über Klopfer und Blume lustig macht, und Bambi stößt Ronno plötzlich mit einem Kopfstoß in den Schlamm (allerdings mit Hilfe von Klopfer, der wiederum Bambi gestoßen hat).
Erschrocken nimmt Bambi Reißaus, verfolgt vom wutentbrannten Ronno. An einer tiefen Schlucht endet die Flucht vorerst, doch Bambi nimmt seinen ganzen Mut zusammen, nimmt Anlauf und springt.
Wider Erwarten gelingt der Sprung. Und nun ist es an Bambi und Klopfer, über Ronno zu lachen, der diesen Sprung nicht wagt. Auch Bambis Vater erscheint nun, und nach einer anfänglichen Standpauke „Du solltest in der Nähe der Höhle bleiben, und wenn ich dir etwas sage, dann erwarte ich, dass du…“ ahnt er plötzlich, was passiert ist: „….bist… bist du da rüber gesprungen?“
Bambi nickt beschämt, doch sein Vater ist sichtlich beeindruckt von seinem kleinen Sohn.
Langsam beginnt sich das Verhältnis zwischen den beiden zu entwickeln. Bambis Vater ahnt, dass weit mehr in seinem Sohn steckt, als er ihm anfänglich zugetraut hat.
Schließlich ist mit Mena auch eine neue Ersatzmutter für Bambi gefunden, der aber lieber bei seinem Vater bleiben würde. Bei einem Ausflug tritt Mena in eine Drahtschlinge und löst durch daran befestigte Glocken den Fallenalarm aus. Schon sind die Hunde der Jäger zu hören und Mena befiehlt Bambi zu laufen, so schnell er kann (hier ruft Mena im englischen Original genau dieselben Worte wie Bambis Mutter im Originalfilm, kurz bevor sie erschossen wurde).
Bambi, der zuerst fliehen will, besinnt sich eines Besseren und lenkt die Aufmerksamkeit der Hundemeute auf sich. Bambis Vater gelingt es unterdessen, Mena zu befreien, bevor die Jäger kommen. Bambi flieht, von einem besonders hartnäckigen Hund verfolgt, auf einen Berg. Der Jagdhund drängt Bambi auf einem Felsvorsprung in die Ecke, doch kurz bevor er zuschnappen kann, stößt Bambi ihn in den Abgrund. Die Gefahr ist vorüber.
Sein Vater sitzt auf einem anderen Vorsprung und beobachtet die Szene. Nachdem Bambi den Hund hinunterstößt, rennt er zu seinem Vater und springt über eine Klippe zu dessen Felsvorsprung vor seine Füße, doch die Felswand rutscht ab und Bambi fällt in die Tiefe. Sein Vater rennt vor Entsetzen zu Bambi, aber der liegt friedlich ruhend und regungslos am Boden. Sein Vater schmiegt sich an seinen Sohn und weint. Doch plötzlich schlägt Bambi seine Augen wieder auf und erwacht. Glücklich schmusen Vater und Sohn miteinander. Mena, die weiß, dass sich die beiden nicht mehr trennen werden, geht.
Später sieht man Bambi mit seinen Freunden zusammen. Man kann sogar einen Ansatz von Geweih bei ihm sehen.
Kurz bevor das Treffen endet, küssen sich Bambi und Feline. Zum Ende des Films führt sein Vater ihn zu einem versteckten Ort, wo er einst zum ersten Mal Bambis Mutter begegnete, als er etwa so alt war wie Bambi jetzt.

## Synchronisation
Die deutschsprachige Synchronisation entstand bei der Film- & Fernseh-Synchron in Berlin nach einem Dialogbuch von Rainer Martens, der auch die Dialogregie übernahm.
| Originalsprecher | Deutsche Synchronstimme | Rolle                       |
| ---------------- | ----------------------- | --------------------------- |
| Alexander Gould  | Luka Andres             | Bambi                       |
| Carolyn Hennesy  | Gundi Eberhard          | Bambis Mutter               |
| Nicky Jones      | Jannis Michel           | Blume                       |
| Patrick Stewart  | Thomas Fritsch          | Der große Prinz             |
| Keith Ferguson   | Wilfried Herbst         | Eule                        |
| Andrea Bowen     | Anna-Marie Fassbender   | Feline                      |
| Brendon Baerg    | Bruno Schubert          | Klopfer                     |
| Ariel Winter     | Celina Gaschina         | Klopfers Schwester          |
| Emma Rose Lima   | Léa Mariage             | Klopfers Schwester          |
| Cree Summer      | Schaukje Könning        | Mena                        |
| Anthony Ghannam  | Adrian Kilian           | Ronno                       |
| Brian Pimental   | Michael Pan             | Stachelschwein / Murmeltier |

## Kritiken

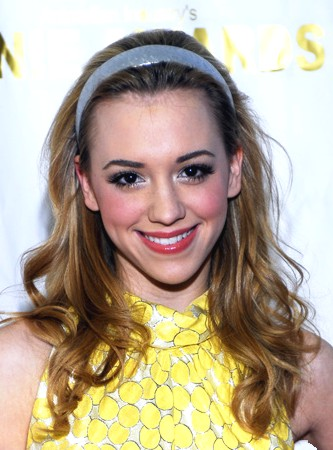
Andrea Bowen auf dem roten Teppich während der Verleihung der 34th Annual Annie Awards. Bowen sprach die englische Originalstimme von Feline, Gewinner in der Kategorie „Best Home Entertainment Production“.

- Mit „Bambi 2“ sind den Machern sehr unterhaltsame 72 Minuten gelungen, die dafür aber auch weit weniger emotional als die des Originals sind – eher der kleine Spaß für zwischendurch als der große Klassiker. – Christoph Petersen, filmstarts.de

- Ich muss zugeben, daß sich der Film schön anschaut und für junge Kinder verspielt genug ist, um sie zu unterhalten. Für mich ist allerdings das Original genug. – John J. Puccio, dvdtown.com

- Im Grossen und Ganzen wirkt „Bambi II“ wie eine Wiederholung, jedoch ohne die emotionale Kraft und Originalität (des Originalfilms). Fast alles aus dem Originalfilm erscheint hier erneut, ohne wirklich zu passen. Statt eigener Kreativitat wurden Elemente aus Der König der Löwen geborgt; ein Film, dessen Struktur wiederum stark auf „Bambi“ beruht. – ultimatedisney.com

- Ein würdiger Nachfolger des Zeichentrickfilmklassikers „Bambi“ von 1942 und empfehlenswert nicht nur für die allerkleinsten Zuschauer, sondern auch für die begleitenden Eltern ein bewegender Film in bester Disney-Tradition. „Bambi 2 – Der Herr der Wälder“ mit seiner wunderschönen Animation, wohldosierten Dramatik und Spannung, mit Witz und viel Emotionalität hebt sich wohltuend aus dem relativen Einerlei der zeitgenössischen computergenerierten Filmangebote hervor. Die eine oder andere Träne im Erwachsenenauge werden nur Herzlose unterdrücken können. Glucksendes Kindergelächter ist garantiert. – FBW Filmbewertungsstelle Wiesbaden

## Ehrungen
- 2006 erhielt „Bambi 2“ von der Filmbewertungsstelle Wiesbaden das Prädikat Besonders Wertvoll (Memento vom 28. September 2007 im Internet Archive).
- 2007 ausgezeichnet mit dem Annie Award 2006 in der Kategorie „Best Home Entertainment Production“
- 2007 nominiert für den 33rd Saturn Award in der Kategorie „Best DVD Release“